# Ủy ban di sản quốc gia Ba Lan

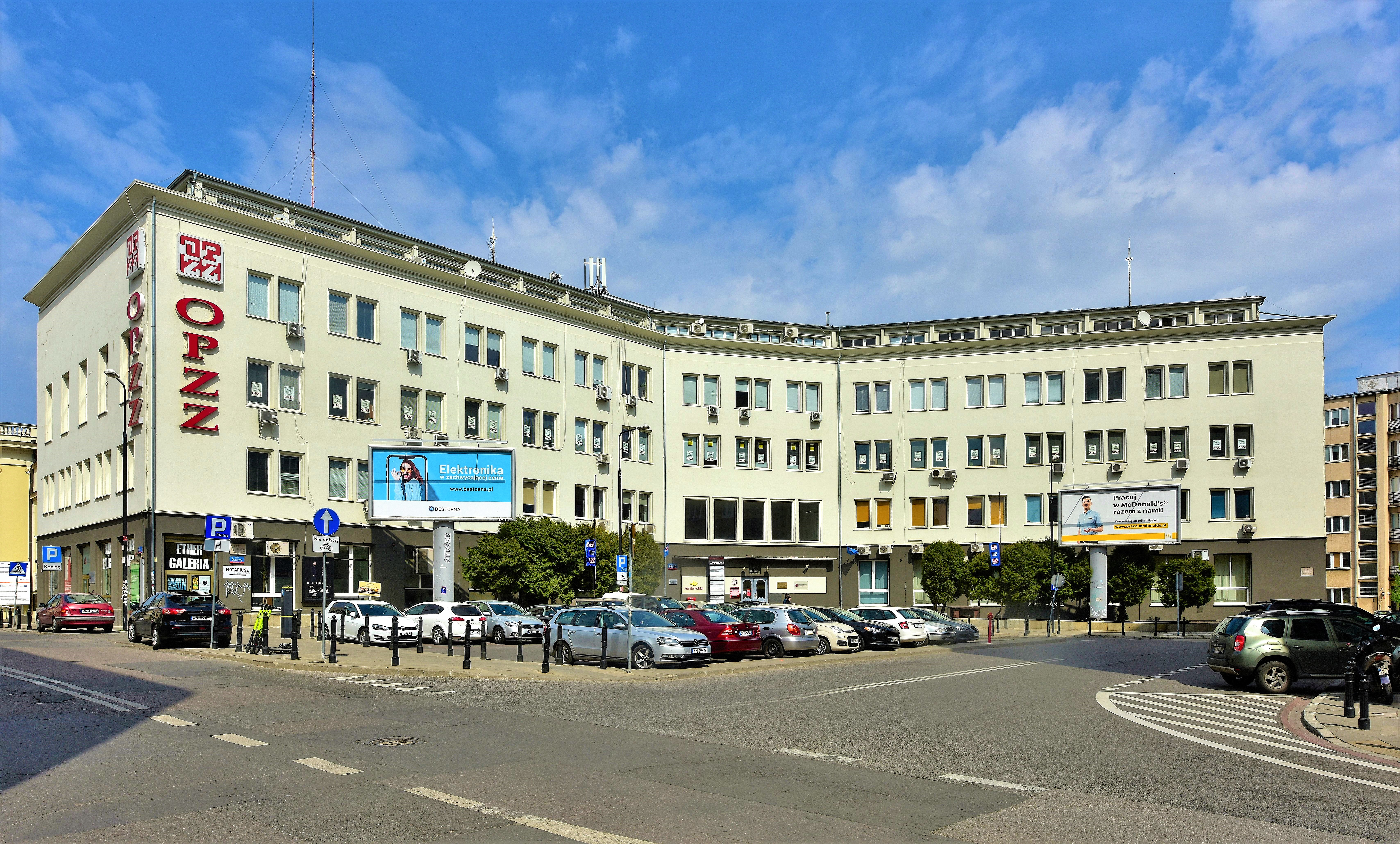
Trụ sở của Viện tại Warsaw trên Ulica Kopernika 36/40.

Ủy ban di sản quốc gia Ba Lan (tiếng Ba Lan: Narodowy Instytut Dziedzictwa NID) là một tổ chức chính phủ Ba Lan chịu trách nhiệm cho các đối tượng được coi là quan trọng nhất đối với di sản văn hóa của quốc gia.

## Danh sách di sản
Viện quản lý danh sách Di sản quốc gia theo Pháp lệnh số 32 của Bộ Văn hóa và Di sản quốc gia (Ba Lan), được thông qua vào ngày 23 tháng 12 năm 2010  Các đối tượng được bảo vệ bao gồm A) địa điểm bất động, B) đối tượng di chuyển và C) di tích khảo cổ. Ba loại cơ bản này được phân loại thành ba cấp Di sản Quốc gia, trước hết là Danh sách Di sản Thế giới của Ba Lan, thứ hai là danh sách Di tích Lịch sử, là các địa điểm được Thủ tướng đặt tên và thứ ba là danh sách Di sản văn hóa.
Viện cũng nắm giữ danh sách các công viên quốc gia được bảo vệ bởi "điều khoản luật 16 về bảo vệ di tích và quyền giám hộ di tích ngày 23 tháng 7 năm 2003".

## Các hoạt động khác
Viện tổ chức Ngày di sản châu Âu tại Ba Lan, cũng như tiến hành nghiên cứu về bảo tồn di sản.